# Проба Зимницкого
Проба Зимницкого — один из видов исследования мочи, применяемый для определения водовыделительной, концентрационной способности почек и функции разведения. Предложена С. С. Зимницким.

## Проведение исследования
Для пробы необходимо собрать 8 порций (12 — в редких случаях) мочи за сутки через каждые 2 или 3 часа (в зависимости от необходимого анализа водовыделения). В каждой порции определяют количество и удельный вес.
В норме количество мочи, выделяемой днем, должно быть больше количества, выделяемой ночью.
Удельный вес всех порций в норме лежит в диапазоне — 1,005-1,025 для дневной мочи и до 1,035 у ночной.
Если плотность мочи равна плотности плазмы крови, то это свидетельствует о нарушении концентрационной функции почек (изостенурия).
Причины плотности 1,002—1,008 (гипостенурия, плотность мочи меньше плотности плазмы крови):
- пиелонефрит вне обострения,
- почечная недостаточность,
- прием мочегонных средств.

Причины плотности больше 1,025 (гиперстенурия):
- тяжелый пиелонефрит,
- обезвоживание и сгущение крови,
- у детей — мочекислый диатез.